# 二又トンネル爆発事故

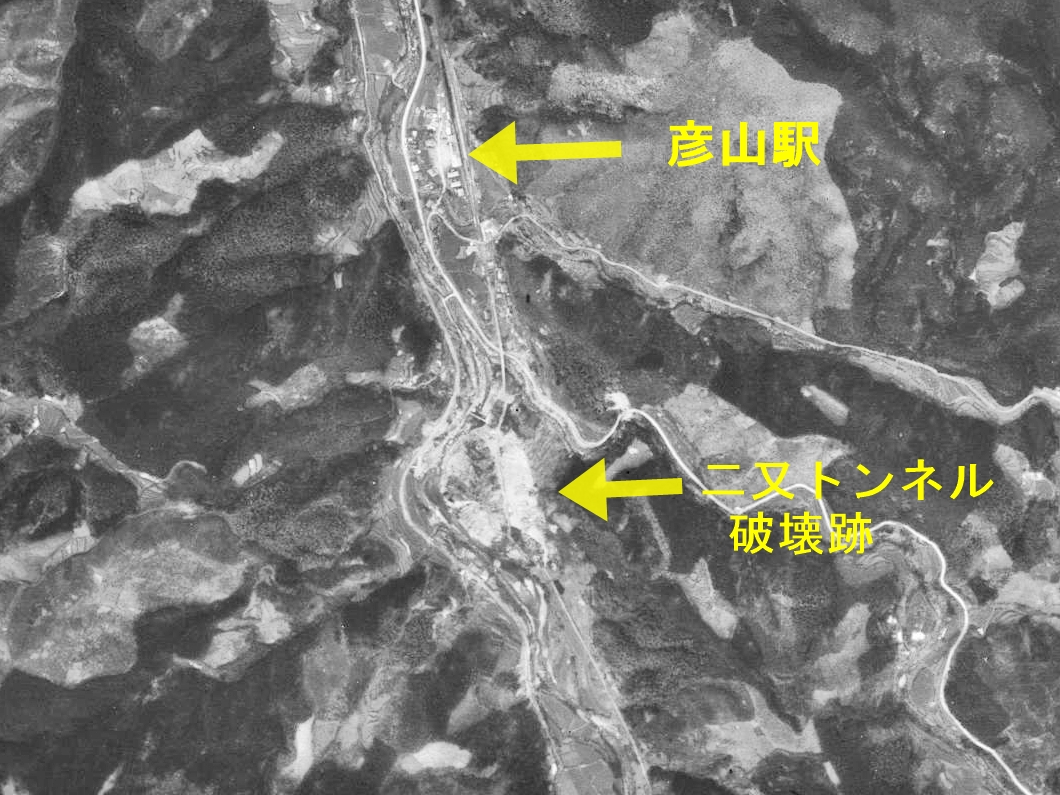
二又トンネル爆発事故跡地の空中写真（1947年）
事故から2年後。黄文字で位置を図示。

二又トンネル爆発事故（ふたまたトンネルばくはつじこ）は、1945年（昭和20年）11月12日に福岡県田川郡添田村（現在の添田町）で発生した爆発事故。
添田村落合の国鉄（現在のJR九州）日田彦山線（現在はBRT化）彦山駅から南方500メートルにあった二又トンネル（鉄道路線は未開通）において、アメリカ軍が当トンネル内に保管されていた大日本帝国陸軍の火薬を焼却処理しようとしたところ、点火から約2時間後に大爆発を起こし山全体と多数の民家が吹き飛ばされ、147人が死亡、149人が負傷、家屋135戸が全壊する大惨事となった。

## 二又トンネル
日田彦山線の二又トンネルは彦山 - 筑前岩屋間にあったトンネルで、釈迦岳の丸山をくりぬいて作られたもので全長約100メートルであった。
当時の日田彦山線は全線開通しておらず、小倉方面から添田駅までは「添田線」、添田駅から彦山駅までは「田川線」の名称で、また夜明駅から宝珠山駅までは「彦山線」としてそれぞれ開通していたが、このトンネルを含む彦山 - 宝珠山間だけが未開通のままであった。これは、彦山 - 筑前岩屋間にこの二又トンネルの他、吉木トンネル（全長59メートル）、釈迦岳トンネル（全長4380メートル）の計3つのトンネルが作られる計画で、二又トンネルと吉木トンネルは完成していたものの、釈迦岳トンネルが戦争激化により工事を中止していたことが原因であった。

## 状況と経緯

### 火薬搬入まで
沿線付近には多くの軍事施設があったが、そのうち陸軍小倉兵器補給廠山田填薬所（現在の北九州市小倉北区にある山田緑地）にあった火薬倉庫の一棟が1944年6月16日の空襲により焼失した。このため、西部軍司令部の指令により新たな倉庫を探していたところ、当トンネルと吉木トンネルが空襲の被害から安全と思われ、適切な地下火薬庫であるとされた。
これにより1944年7月から1945年2月にわたって搬入が行われた。彦山駅まで列車で運ばれてきた火薬類はトロッコによってトンネルに搬入された。

### 事故直前
1945年8月15日に日本が降伏し、第二次世界大戦は終結した。連合国福岡地区占領軍は添田警察署と責任者で山田填薬所長だった陸軍少佐に対して火薬類の引き渡しを指示したため、陸軍少佐は8月30日までに在庫確認したが、それによると二又トンネルには532,185キログラムの火薬及び爆弾の信管185キログラムが保管されていたという。また地元住民4名が軍属として火薬管理を行っていた。
11月8日、火薬類の品目、数量を記載した「兵器現況表」が添田警察署において警察署長立ち会いのもとで陸軍少佐から占領軍の中尉に手渡され、事実上これをもって火薬類の管理は旧日本陸軍から連合軍に引き渡された。この時陸軍少佐は現地での確認を申し出たが、連合軍は引き渡し以前からこの火薬の隠匿情報を入手していたため、現地にて確認済みとして現地立ち会いは省略された。
それから4日後（事故当日）、連合軍のH・エルトン・ユーイング少尉が下士官2、3名を連れて添田警察署へ向かい、トンネルにある火薬を焼却処分するから警察官3人と作業人夫10人を差し出すように命令した。添田警察署からは警部補、巡査部長、巡査2人の計4人が同行した。
一行はまず吉木トンネルに到着。少尉は火薬を焼却しても危険性がないとして、先に試験的に爆薬に点火し爆発しないことを確認した上で、警察官たちに焼却処分しても危険性のないことを説明して、警察官たちがその旨を付近住民に伝えた。そして保管していた火薬を長さ20メートル、幅1メートルほど散布してこれを導火線とし、その末端に粉末1塊を置いた後、点火前に付近住民を避難させた。13時に下士官が点火、その後しばらく様子を見守っていたが爆発の可能性はないものとして13時30分ごろ吉木トンネルを離れ、14時ごろ二又トンネルに到着した。
点火時刻を15時と決めた連合軍一行は吉木トンネルと同様に、トンネルの北側入口（彦山駅側）から約10メートル程離れたところから導火線を作り、全員をトンネルから100メートル北方へ避難させ、15時ごろに下士官が導火線に点火した。様子を見守っていた連合軍兵士一行はこちらも爆発の可能性はないとして、巡査部長に後を託して15時30分ごろにジープで基地へ引き揚げた。巡査部長はトンネル付近に住民が近寄らないように見張りを立たせていたが、点火から約2時間後に爆発した。

### 事故発生
連合軍兵士一行が引き揚げてから約1時間後の16時30分ごろ、火薬を燃やす炎は火炎放射器のようになってトンネルから噴出し、トンネル口から100メートル以上も離れた川の対岸にあった民家にまでも延焼した。火はさらに次々と燃え広がり多くの住民が消火活動にあたったが、炎の勢いはおさまるどころか激しさを増し、ついに17時20分（公式記録、地元では17時15分としている）、火薬が大爆発を起こして山全体が吹き飛び、彼らは落ちてきた土砂の下に埋もれてしまった。
付近の民家は住民ごと吹き飛ばされ、火薬の搬入作業にあたった婦女子の多くやトンネルの見張りをしていた巡査部長、ドングリ採集をしていた落合小学校の児童29名も犠牲になった。トンネルを爆心地として被害の範囲は2キロメートル内外に及び、飛んできた炎や爆風、空中に舞い上げられ落ちて来た土砂、岩石、倒壊物などの落下により多くの人々が死傷、多くの民家と田畑が延焼や埋没、全壊し、前述のように甚大な人的被害を出すに至った。爆発により被害を受けた家屋は135戸にも及んだ。
また17時15分には彦山行き下り409列車が到着するはずだったが、事故当日は沿線で起きた別の火災により延着したため、列車は爆発に巻き込まれずに済んだ。彦山駅の駅員は列車が近づいてきたことを察するとすぐに列車を停めに走り、駅に入る前に乗客を下車させたため、乗客は難を逃れた。
しかし、この列車は折り返し17時27分発の上り418列車として運行される予定だったために、この上り列車に乗るはずだった乗客が駅前広場で炎を見ていて爆発に遭い、広場だけでもその乗客たちを含め十数人が死亡した。また、彦山駅の駅舎や付近の建物も被害を受けレールが曲がった。事故後、鉄道復旧まで列車は全て1つ手前の豊前桝田駅にて折り返し運転をするようになり、救助部隊の移動や救援物資を運搬する列車のみ彦山駅まで運行された。
その救助活動も難航した。重傷者は消毒薬や包帯などでは到底処置出来ない者も多く、終戦直後の物資不足もあってカンフルもすぐ無くなってしまった。その後、たまたま事故に遭わなかった地元住民がトラックで病院へ搬送したり、連合軍が司令部の了解のもとで別の病院へ収容させたりした。田川、直方、飯塚管内の警防団や福岡県警察本部の救援隊も応援に駆けつけ、数日間にわたって救助活動が行われた。

### 事故後の処理
事故翌日には福岡の地元紙『西日本新聞』の記者が列車で現地入りし、14日から少なくとも3日間にわたって記事や写真を掲載している。記事によれば事故の翌々日には連合軍司令部の中佐と福岡県知事の代理人がそれぞれ現地視察と負傷者の慰問を行っている。
被害者への被害救済について連合軍からは補償が行われることはなく、当初は11月15日戦時災害保護法の適用を決めた福岡県から死者1人につき500円（現在の400万円相当）が支給されただけであった。事故後、地元の有志十数名で「二又トンネル爆発事故復興委員会」が自主的に結成され、地元の復興を目指し諸般の世話、国や福岡県への陳情を行った。その結果、佐世保援護局から旧軍人の古被服4000点を受領し被害者に配布したり、慰霊碑の建立や合同慰霊祭を行ったりするなど、ある程度の成果を収めたものの、補償に関してはその活動が実を結ぶことはなく、その後復興委員会は解散した。
そのため、弁護士の勧めもあって、被害者のうち16世帯が、連合軍将校に危険を知らせなかった警察官の注意義務違反によって大惨事が起きたとして、国（国家地方警察）に対して損害賠償請求の訴えを起こした。1審の東京地方裁判所では「加害者は連合国軍にある」として訴えは棄却されたが、2審の東京高等裁判所は1953年5月28日に「旧陸軍と警察官たちに過失責任がある」として原告の訴えを認める判決を下し、1956年4月には最高裁判所も国側の上告を棄却したため、住民の勝訴となった。
事故の原因について、最初に点火された吉木トンネルでは格納率が20 - 25％と少なく、小爆発を起こしながらも40数日間かけて燃焼したが、二又トンネルでは格納率が70 - 75％と高く燃焼が進むにつれて爆発が拡大し、このような大爆発になったと裁判所は結論付けた。
また、この裁判とは別に1954年3月、日本政府の特別調達庁（のちの防衛施設庁）から僅かながら見舞金が支給された。この支給に関しては、この裁判への参加・不参加には関係なく被害者全員平等に扱われた。
一方、この訴訟に裁判費用が工面できずに入れなかった被害住民は遺族会を結成し、国に被害弁償を行うように陳情していた。この事故は占領軍による被害の中で最大最悪のものとなったが、このとき国は他に2000件以上も同様の被害に対する陳情を抱えており、その内容も種々雑多なものがあり各々その地区の代議士が後援しているため、安易に妥協できないとして、当時の官房副長官からの指示で当事故の被害補償を民事調停の場で解決することになった。遺族会は幸いにも当時の法務省民事局長の厚意で弁護士の紹介を受け、民事調停に臨むことになり、1957年1月25日に東京簡易裁判所で調停が成立した。このとき遺族会の面々は「申立人は今後本件についていかなる名義を以ってするも何ら要求をしない」との一札を入れて裁判所からの慰藉金を受け取り、遺族会は解散した。
また1961年11月11日に「連合国軍等の行為による被害に対する給付金の支給に関する法律」が施行されたが、この時多くの遺族はこの法律のことを知らなかったため、地元の有力者が中心となって国に請願を行い、遺族たちにも説明して再び遺族会を結成し、粘り強く陳情を続けたが、前述の裁判の結果に反するとして国側はなかなかこの法律の適用を認めようとしなかった。しかしながら1963年、最終的に国側はこの法律の適用を認め、この事故の遺族たちも救済の対象となった。さらには1967年1月18日にこの法律が改正され、遺族たちは給付金の追加支給を受けている。
しかし、被害者遺族に対して支給された見舞金などの総額は全被害額の3%にも満たないものであった。なお、事故の原因となった火薬焼却の指示を出したユーイング少尉は1946年2月に軍法会議にかけられ、有罪判決の上降格・不名誉除隊（日本で言えば懲戒免職処分）になった。点火後二又トンネルを託され殉職した巡査部長は事故後警部補へ特進となり、警察功労章と勲八等白色桐葉章が授与された。

## その後
二又トンネルはこの爆発で丸山ごと吹き飛んだために消滅し、1956年に開通した鉄道は切り通し（オープンカット）のようになった場所に線路が通されることとなった。吉木トンネルは鉄道開通時に深倉トンネルと改称された。また、彦山駅の駅舎には損傷を受けた痕跡が残っていた。
二又トンネル跡から筑前岩屋駅側に下った箇所には「爆発踏切」と呼ばれる第4種踏切が存在しており、この踏切から切り通しになっている様子を見ることが可能だった。
現場周辺の日田彦山線は2017年の豪雨災害の影響で不通となり、2023年より日田彦山線BRT（BRTひこぼしライン）のバス専用道区間として復旧することとなった。これに伴い彦山駅の駅舎は2021年に撤去され、「爆発踏切」も線路敷がバス専用道に転用されたことで消滅し専用道と一般道路の交差点に変更された。
爆発地点近くの昭光寺に慰霊碑がある。
小説家の佐木隆三が1978年にドキュメント小説集の中で、この事件を題材とした「英彦山爆発事件」を発表している。

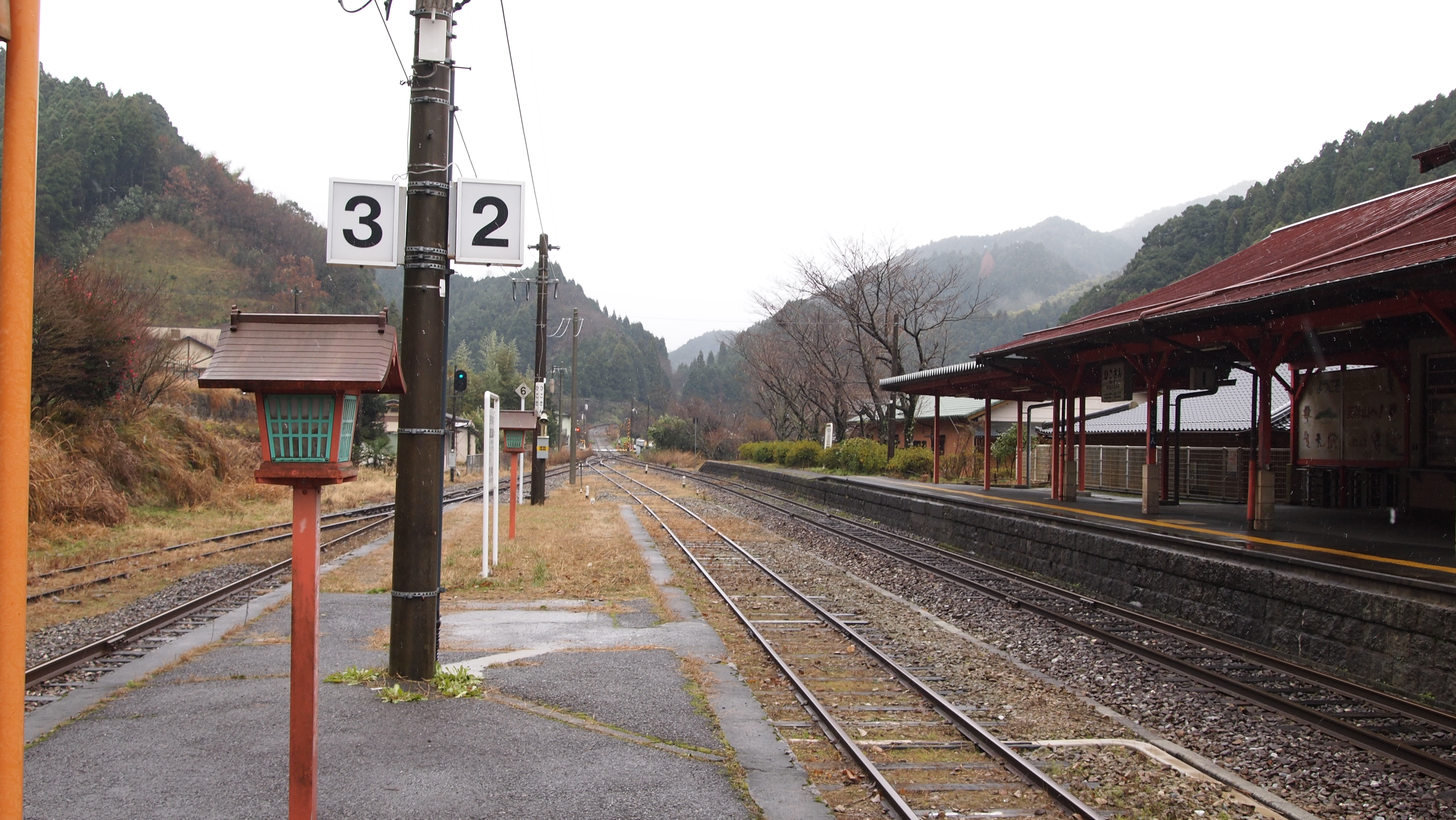
彦山駅から旧二又トンネル方面を望む。右カーブの先が二又トンネルの跡。
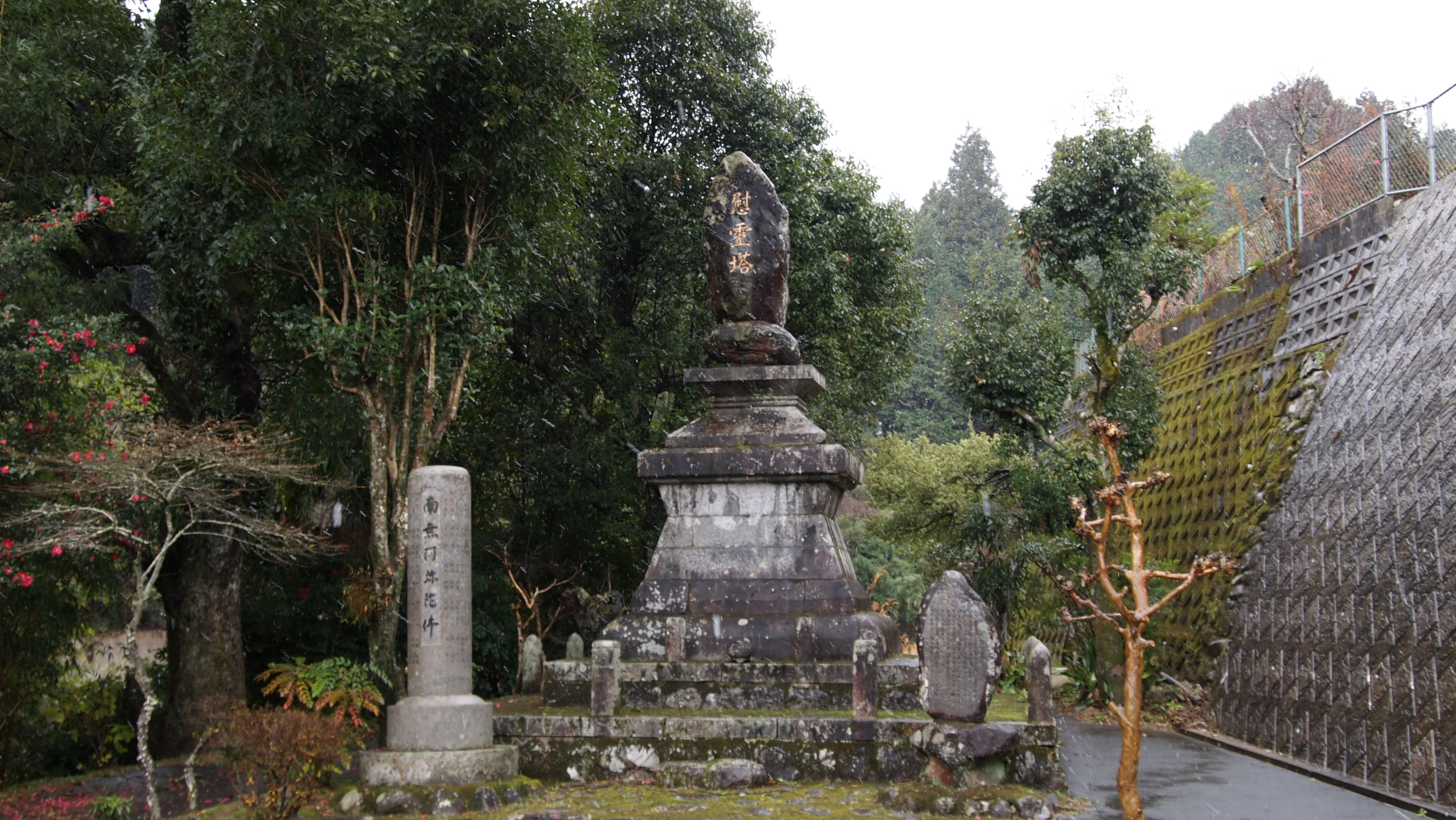
二又トンネル爆発事故慰霊碑（許可を得て撮影）
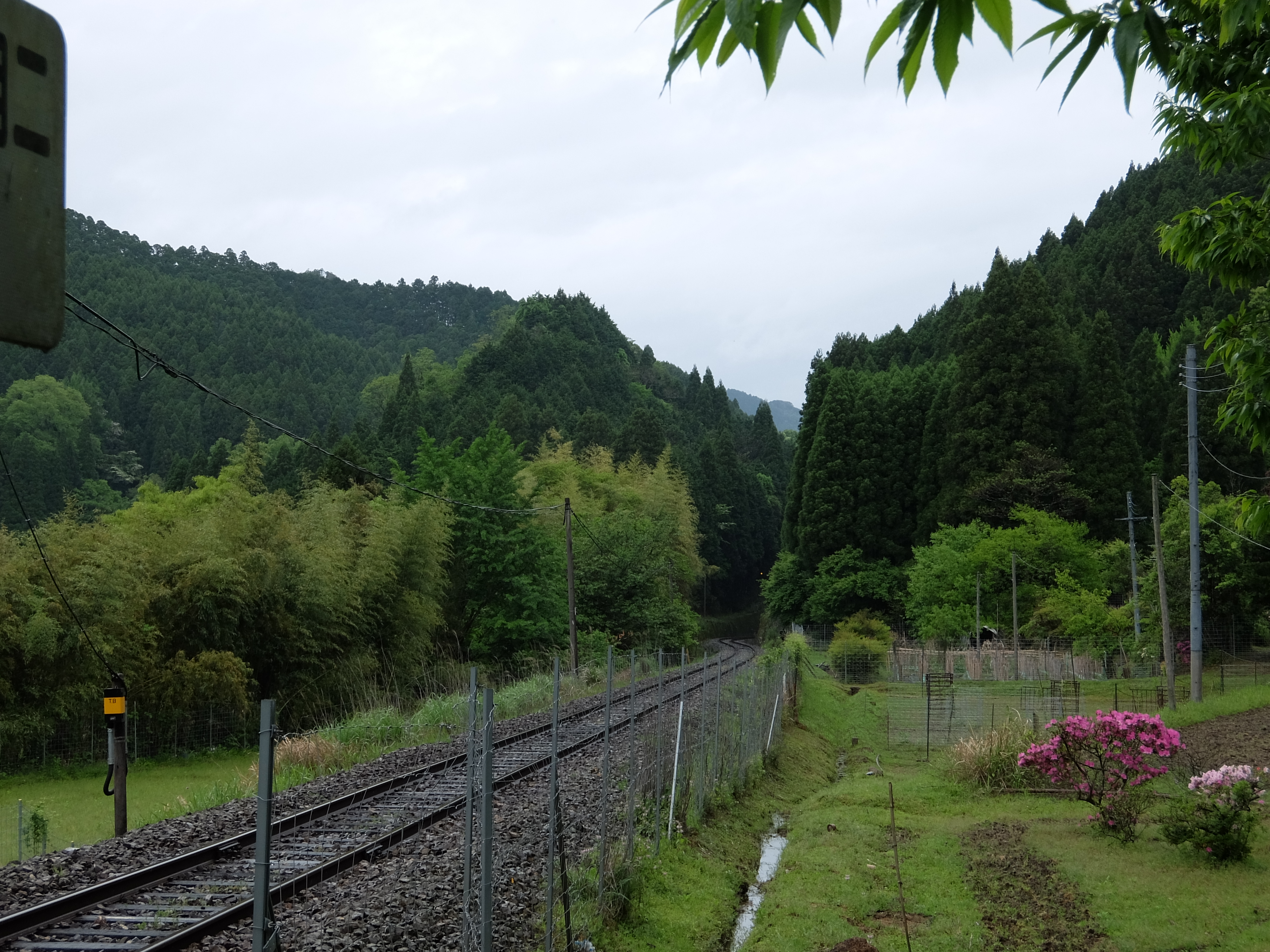
二又トンネル跡 奥の山の切り通し部分（2015年5月）
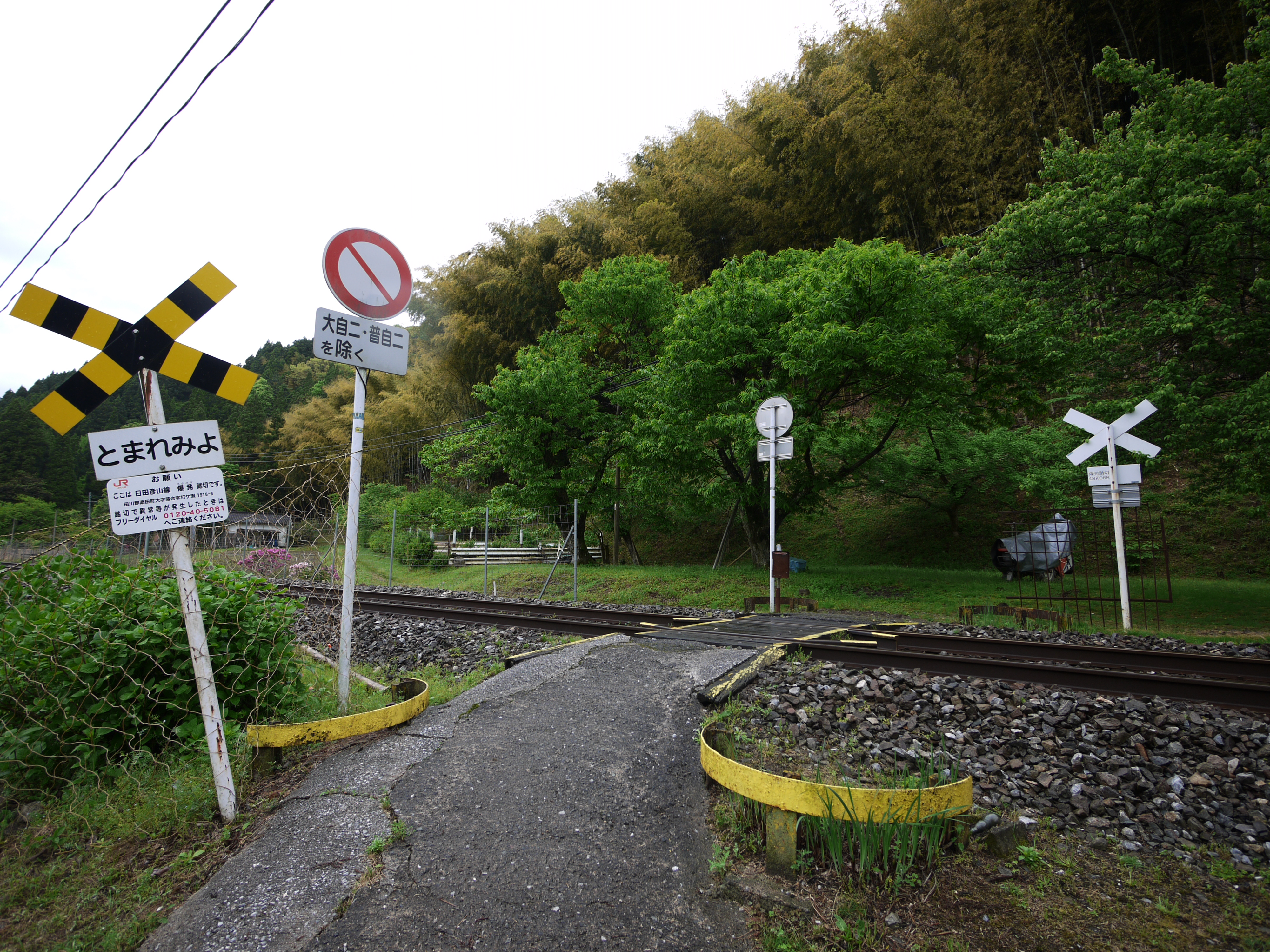
爆発踏切（2015年5月）
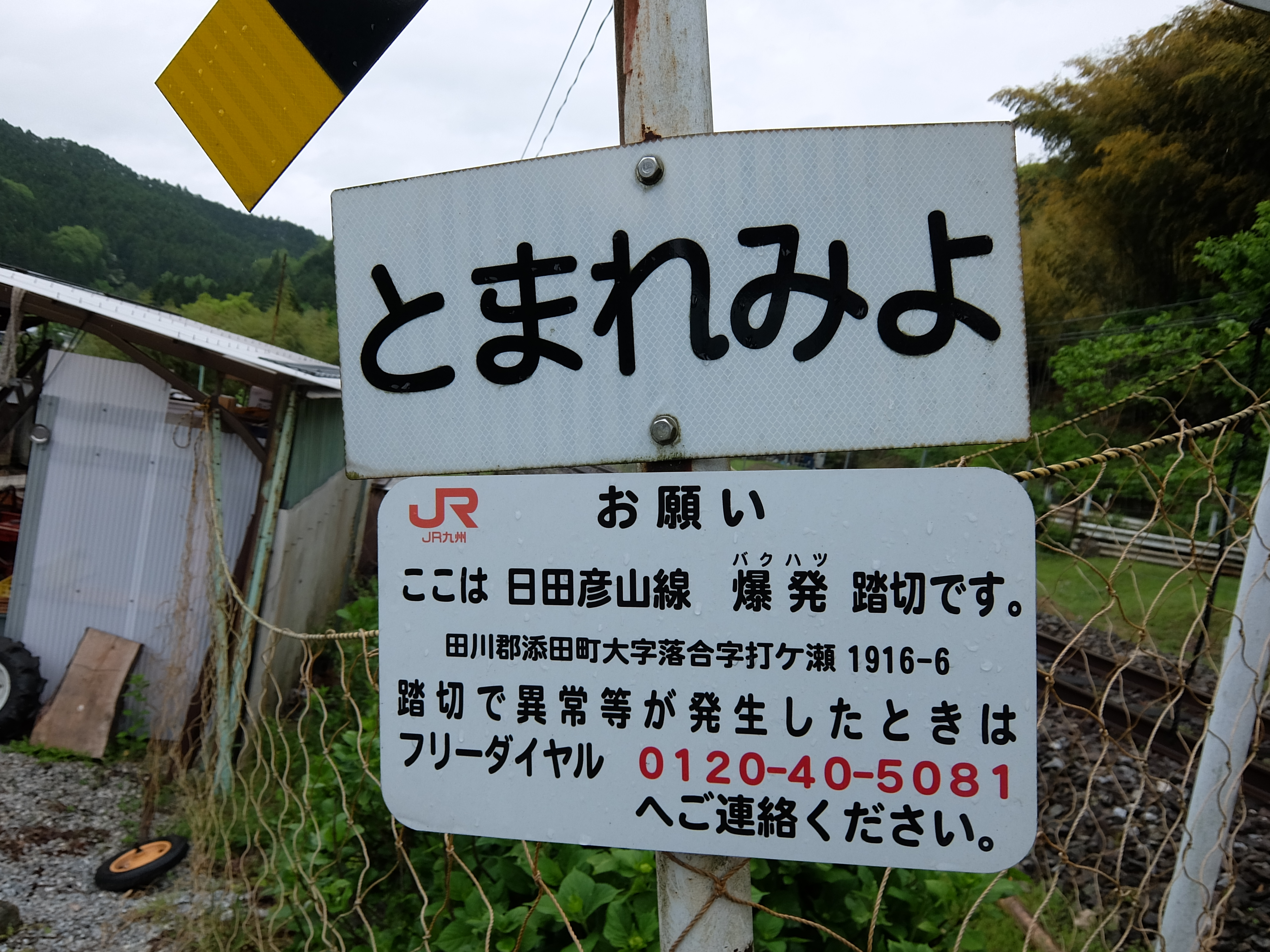
踏切銘板には 『爆発踏切』と記載されている（2015年5月）